# Morelia
|  | Aquest article tracta sobre Morelia, capital de Michoacán. Vegeu-ne altres significats a «Morelia (desambiguació)». |

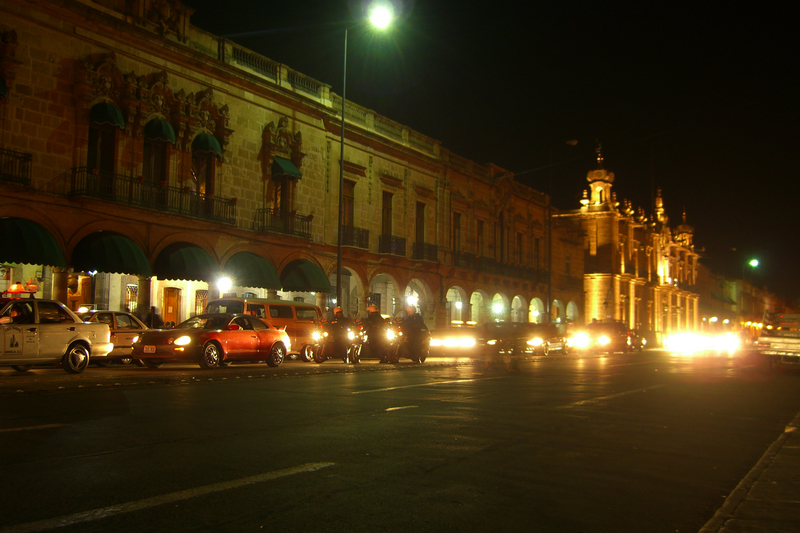
Centre històric de Morelia

Morelia (que es pronuncia Morélia) (de 1545 a 1828, Valladolid) és la capital de l'estat de Michoacán a Mèxic, localitzada a la vall de Guayangareo. El 2005 tenia 608.049 persones. El seu centre històric ha estat designat Patrimoni de la Humanitat per les Nacions Unides.
Morelia va ser fundada el 18 de maig, 1541 pel virrei Antonio de Mendoza, amb el nom de Valladolid. El 1582 la ciutat de Valladolid va convertir-se en la seu de l'administració de la Província de Mechuacán (antiga ortografia de Michoacán) sota l'administració de la Nova Espanya. Durant el període del virregnat es van realitzar importants construccions com ara la Catedral de la ciutat, l'Aqüeducte, el Palau de Govern, el Palau Clavijero i nombrosos temples, convents i cases antigues. El conservatori de Música de les Roses de Morelia, és un dels més antics del continent americà, i conté l'orgue tubular més gran del continent. Va ser la ciutat natal de José María Morelos y Pavón, qui amb Miguel Hidalgo y Costilla, va participar en el començament del moviment d'independència de la Nova Espanya. En honor de Morelos, la ciutat va ser reanomenada "Morelia" el 12 de setembre, 1828.
El 2003 Morelia va ser seu de la quarta cimera del Grup dels vint, o G20.

## Fills il·lustres
- Chucho Monge, (1910-1964) fou un compositor i cantant.
- Miguel Bernal Jiménez, (1910-1956) fou un compositor.
- José Mariano Elízaga, (1786-1842) fou un organista i compositor.
- Miguel Lerdo de Tejada (1869-1941) compositor i director d'orquestra.